# Tornieria africana
Tornieria africana es la única especie conocida del género extinto  Tornieria  (“de Tornier”) de dinosaurio saurópodo diplodócido, que vivió a finales del Jurásico, hace aproximadamente hace 145 millones de años, en el Titoniense, en lo que hoy es África.

## Descripción
Tornieria fue un largo dinosaurio muy similar al Barosaurus norteamericano, llegó a medir 24 metros de largo y 6 de alto. Había dos variedades, una robusta y una más grácil. Se caracterizaba por poseer patas traseras robustas y tibias cortas.Tornieria es considerado perteneciente a la familia Diplodocidae, junto con el Barosaurus y el Diplodocus en la subfamilia Diplodocinae. El Barosaurus que se muestra peleando con un Allosaurus que se encuentra en la sala principal del Museo Americano de Historia Natural de Nueva York, es realmente un  Tornieria .
Los elementos del "Esqueleto A" original fueron designados por Fraas como una serie de sintipos, SMNS 12141a, SMNS 12145a, SMNS 12143, SMNS 12140, SMNS 12142, todos postcraneales. Posteriormente se recuperaron otros huesos del mismo individuo. Janensch también referiría muchos otros fósiles a B. africanus, en total 630 especímenes que representan al menos 56 individuos separados. De estos quedarían 188 tras los bombardeos durante la Segunda Guerra Mundial. Remes, sin embargo, concluyó que solo un segundo esqueleto parcial, "Esqueleto k", que incluye también algunos elementos del cráneo, podría referirse de manera confiable, y una serie de vértebras caudales. Los restos son de los estratos posteriores del Tendaguru, el obere Dinosauriermergelo "Upper Dinosaur Marl", que data del Titoniense.
Tornieria era un saurópodo grande, con una longitud máxima conocida de fémur de 138 centímetros, lo que sugiere un animal del mismo tamaño que Barosaurus, 26 metros y 23 toneladas. Compartió vértebras del cuello alargadas y una extremidad anterior bastante larga con Barosaurus. Sin embargo, se diferenciaba de la forma americana por detalles en las vértebras caudales anteriores y de Barosaurus y Diplodocus por sus proporciones plesiomorfas en las patas traseras con una parte inferior de la pierna corta.

## Descubrimiento e investigación
Los restos de Tornieria fueron encontrados en la Formación Tendaguru, en 1908 por el paleontólogo alemán Eberhard Fraas. Identificó dos especies: Gigantosaurus robusta y G. africanus. Una tercera especie G. dixeyi, fue nombrada por Haughton en 1928, y ha sido reasignada a Malawisaurus. Infortunadamente Gigantosaurus ya estaba ocupado por otro dinosaurio europeo. Sternfeld en 1911 propuso el nombre Tornieria, con dos especies T. robusta y T. africana. Una revaluación de Torneria en 1961 por Werner Janensch propuso que la especie, T. africana, fuese considerada una variedad africana de Barosaurus y la otra especie T. robusta, considerada un macronario, que fue llamado Janenschia por Wild en 1991. Actualmente se considera que Tornieria es un género separado de Barosaurus con dos especies, T. africana y T. gracilis.

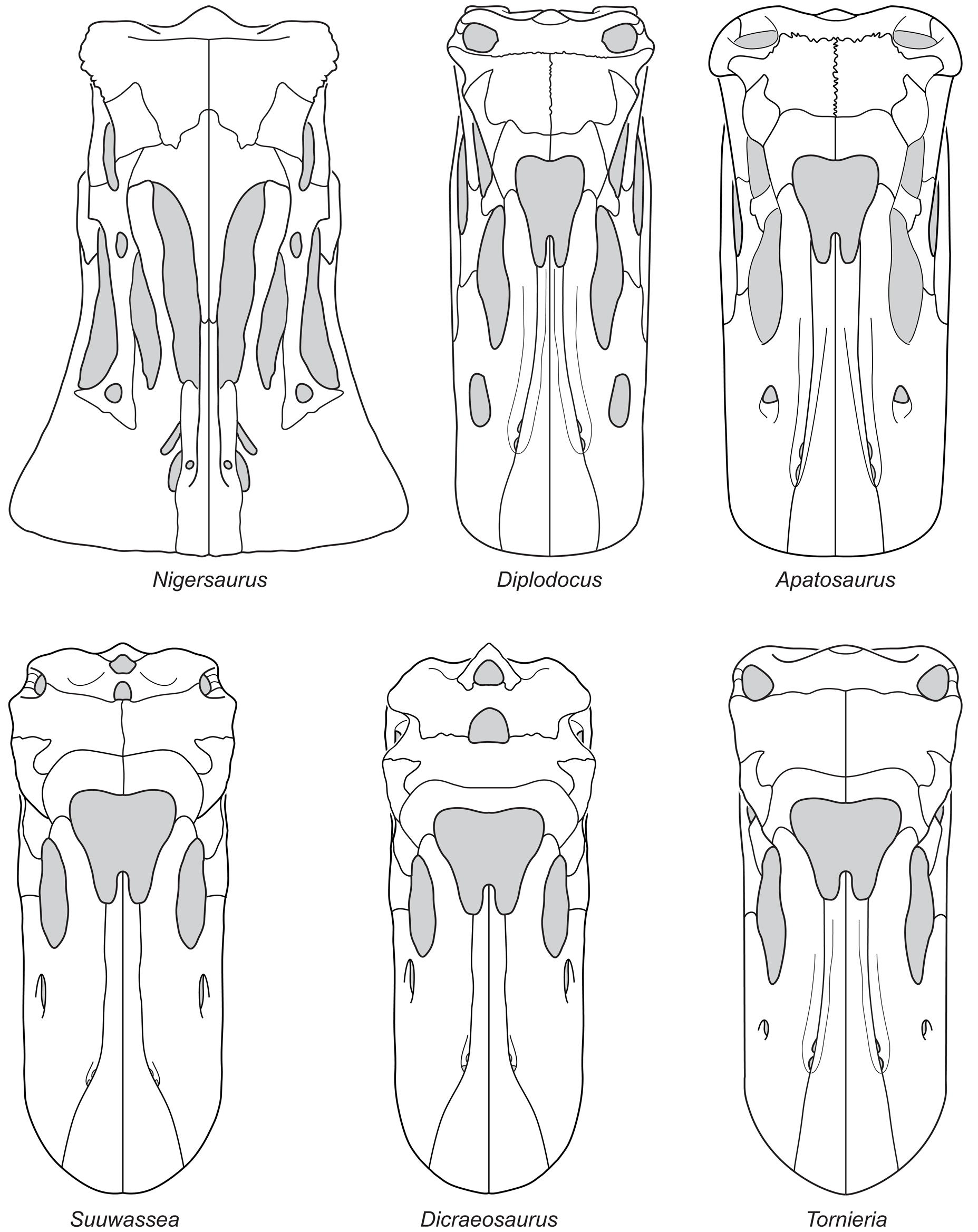
Restauración del cráneo de T. africana (abajo a la derecha), junto a los cráneos de otros diplodocoideos.

En 1907, el paleontólogo alemán Eberhard Fraas, que estaba trabajando en los yacimientos de Tendaguru en África Oriental Alemana, actualmente Tanzania, descubrió dos especímenes de saurópodos en un solo sitio, la "Cantera A". Los dos individuos, denominados "Esqueleto A" y "Esqueleto B", cada uno representaba una especie de saurópodo diferente. En 1908 los nombró respectivamente Gigantosaurus africanus, "lagarto gigante africano" y G. robustus, "lagarto gigante robusto". Una tercera especie africana no relacionada, "Gigantosaurus" dixeyi, fue nombrada por Haughton en 1928, y desde entonces ha sido reasignada a Malawisaurus .
Sin embargo, el nombre Gigantosaurus ya se había utilizado para el saurópodo europeo Gigantosaurus megalonyx por Seeley, 1869. Fraas, sin tener la intención de colocar su especie en el mismo género que esta forma inglesa, había creído que el nombre estaba disponible, ya que en ese momento este último Se consideraba que la especie era un sinónimo menor de Ornithopsis y, en su opinión, Seeley no había proporcionado una descripción suficiente de todos modos. Otro paleontólogo alemán, Richard Sternfeld, renombró al saurópodo de Tanzania como Tornieria en 1911, haciendo las dos especies Tornieria africana y T. robusta. El nombre genérico hace honor al herpetólogo alemán Gustav Tornier.
Una revaluación de Tornieria en 1922 por Werner Janensch concluyó que una especie, T. africana, era en realidad una especie africana del género de saurópodos norteamericanos Barosaurus, Barosaurus africanus. La otra especie africana, T. robusta, más tarde resultó pertenecer a un titanosauriano. La especie de titanosauriano durante un tiempo se llamó Tornieria, pero esto era incorrecto ya que T. africana había sido la especie tipo. Necesitaba un nombre genérico propio y este se proporcionó en 1991 cuando Rupert Wild lo rebautizó como Janenschia.
Si Tornieria fuera del mismo género que Barosaurus , entonces el nombre Tornieria sería abandonado como un sinónimo subjetivo menor. Sin embargo, investigadores posteriores propusieron una distinción genérica entre la forma americana y la africana. A principios del siglo XXI, este uso se hizo frecuente y en 2006, Kristian Remes, en una revisión, concluyó que Tornieria era un género distinto y válido.
Una complicación es el hecho de que Janensch en 1961 reconoció una variedad de B. africanus, B. africanus var. gracilis, un morfo que se distingue por tener extremidades posteriores más gráciles. En 1980, Russell et al. promovió esto a una especie completa, Barosaurus gracilis que luego se convertiría en Tornieria gracilis bajo el uso actual, una combinación ya publicada por George Olshevsky en 1992. Sin embargo, Remes en 2006 concluyó que B. gracilis había sido un nomen nudum, ni holotipo, ni el diagnóstico se ha proporcionado en 1980.

## Clasificación
Después de realizar un análisis cladístico, Remes en 2006 concluyó que Tornieria era el taxón hermano de un clado formado por Barosaurus y Diplodocus. Sería pues un miembro de las Diplodocinae. El siguiente cladograma se basa en el análisis filogenético realizado por Whitlock en 2011, que muestra las relaciones de Tornieria entre los otros géneros asignados al taxón Diplodocidae
|  | Dinheirosaurus                                            |
|  |                                                           |
|  | Tornieria                                                 |
|  |                                                           |
|  | \| \| Barosaurus \| \| \| \| \| \| Diplodocus \| \| \| \| |
|  |                                                           |
|  | Barosaurus                                                |
|  |                                                           |
|  | Diplodocus                                                |
|  |                                                           |

|  | Barosaurus |
|  |            |
|  | Diplodocus |
|  |            |

|  | Dinheirosaurus                                            |
|  |                                                           |
|  | Tornieria                                                 |
|  |                                                           |
|  | \| \| Barosaurus \| \| \| \| \| \| Diplodocus \| \| \| \| |
|  |                                                           |
|  | Barosaurus                                                |
|  |                                                           |
|  | Diplodocus                                                |
|  |                                                           |

|  | Barosaurus |
|  |            |
|  | Diplodocus |
|  |            |

|  | Dinheirosaurus                                            |
|  |                                                           |
|  | Tornieria                                                 |
|  |                                                           |
|  | \| \| Barosaurus \| \| \| \| \| \| Diplodocus \| \| \| \| |
|  |                                                           |
|  | Barosaurus                                                |
|  |                                                           |
|  | Diplodocus                                                |
|  |                                                           |

|  | Barosaurus |
|  |            |
|  | Diplodocus |
|  |            |

|  | Dinheirosaurus                                            |
|  |                                                           |
|  | Tornieria                                                 |
|  |                                                           |
|  | \| \| Barosaurus \| \| \| \| \| \| Diplodocus \| \| \| \| |
|  |                                                           |
|  | Barosaurus                                                |
|  |                                                           |
|  | Diplodocus                                                |
|  |                                                           |

|  | Barosaurus |
|  |            |
|  | Diplodocus |
|  |            |